# Цзысин
Цзыси́н (кит. упр. 资兴, пиньинь Zīxīng) — городской уезд городского округа Чэньчжоу провинции Хунань (КНР).

## История
Во времена империи Хань здесь в 136 году был создан уезд Ханьнин (汉宁县). В эпоху Троецарствия, когда эти земли оказались в составе царства У, он в 252 году был переименован в Янъань (阳安县). После объединения китайских земель в империю Цзинь уезд был в 280 году переименован в Цзиньнин (晋宁县). В 359 году из уезда Цзиньнин был выделен уезд Жучэн.
Во времена империи Суй уезд Цзиньнин был в 607 году переименован в Цзиньсин (晋兴县). Во времена империи Тан уезд Цзиньсин был в 672 году переименован в Цзысин (资兴县). В бурную эпоху 5 династий и 10 царств уезд был упразднён, а его земли вошли в состав уезда Чэньсянь (郴县).
Во времена империи Сун уезд Цзысин был в 1209 году создан вновь. В 1279 году он был переименован в Синнин (兴宁县). После Синьхайской революции в Китае была проведена сверка названий всех административных единиц, и выяснилось, что уезд с точно таким же названием существует в провинции Гуандун, поэтому в 1913 году уезду было возвращено название Цзысин.
После образования КНР в 1949 году был создан Специальный район Чэньсянь (郴县专区), и уезд вошёл в его состав. В 1951 году Специальный район Чэньсянь был переименован в Специальный район Чэньчжоу (郴州专区).
В октябре 1952 года Специальный район Чэньчжоу был расформирован, и его административные единицы перешли в состав новой структуры — Сяннаньского административного района (湘南行政区). В 1954 году Сяннаньский административный район был упразднён, и был вновь создан Специальный район Чэньсянь.
В марте 1959 года уезд Цзысин был опять присоединён к уезду Чэньсянь.
29 августа 1960 года Специальный район Чэньсянь был вновь переименован в Специальный район Чэньчжоу.
В июле 1961 года уезд Цзысин был вновь выделен из уезда Чэньсянь.
В 1970 году Специальный район Чэньчжоу был переименован в Округ Чэньчжоу (郴州地区).
Постановлением Госсовета КНР от 20 декабря 1984 года уезд Цзысин был преобразован в городской уезд.
Постановлением Госсовета КНР от 17 декабря 1994 года округ Чэньчжоу был преобразован в городской округ.

## Административное деление
Городской уезд делится на 2 уличных комитета, 9 посёлков и 2 национальные волости.